# 전염가
《전염가》(伝染歌 덴센우타[*])는 2007년에 개봉된 일본의 공포 영화이다. 쇼치쿠가 제작, 하라다 마사토가 감독했다.

## 출연
- 마츠다 류헤이
- 오시마 유코
- 아키모토 사야카
- 코지마 하루나
- 마에다 아츠코
- 카사이 토모미
- 미네기시 미나미
- 오노 에레나
- 노로 카요
- 호시노 미치루
- 미야자와 사에
- 다카하시 미나미
- 기무라 요시노
- 아베 히로시
- 이세야 유스케

## 같이 보기
- AKB48
- 우울한 일요일
- 일본 영화